# Gaza-Israel-Konflikt 2006–2014
Der Gaza-Israel-Konflikt 2006–2014 war Teil des lokal begrenzten israelisch-palästinensischen Konflikts, aber auch Schauplatz eines Machtkampfs zwischen regionalen Mächten wie Ägypten, dem Iran und der Türkei sowie Katar, die angesichts der regionalen Pattsituation einerseits zwischen dem Iran und Saudi-Arabien und andererseits zwischen Katar und Saudi-Arabien sowie der Krise in den ägyptisch-türkischen Beziehungen unterschiedliche Seiten des Konflikts unterstützten.
Der Konflikt begann nach dem Wahlsieg der islamistischen Partei Hamas im Gazastreifen (kurz Gaza) im Jahr 2006 und eskalierte nach der Spaltung der Palästinensischen Autonomiebehörde in eine von der Fatah gestellten Regierung im Westjordanland (engl. Westbank) und einer von der Hamas gestellten im Gazastreifen zunächst im Kampf um Gaza im Juni 2007. Palästinensische Raketenangriffe auf Israel, israelische Luftangriffe auf den Gazastreifen und die gemeinsame ägyptisch-israelische Blockade des Gazastreifens haben den Konflikt weiter verschärft. Die internationale Gemeinschaft betrachtet wahllose Angriffe auf Zivilisten und zivile Einrichtungen, bei denen nicht zwischen Zivilisten und militärischen Zielen unterschieden wird, als völkerrechtswidrig.
Im Rahmen eines Abkoppelungsplans, der 2005 umgesetzt wurde, behielt Israel die ausschließliche Kontrolle über den Luftraum und die Hoheitsgewässer des Gazastreifens, patrouillierte und überwachte weiterhin die äußere Landgrenze des Gazastreifens mit Ausnahme der südlichsten Grenze (wo Ägypten die Kontrolle über die Grenze behielt und die Grenzübergänge von europäischen Beobachtern überwacht wurden) und überwachte und blockierte weiterhin die Küstenlinie des Gazastreifens. Die Wasserversorgung, die Stromversorgung und die Kommunikationsinfrastruktur des Gazastreifens werden weitgehend von Israel bereitgestellt und kontrolliert. Laut Human Rights Watch und Amnesty International ist Israel nach dem Völkerrecht weiterhin eine Besatzungsmacht. Die Vereinten Nationen haben erklärt, dass sie den Gazastreifen gemäß den Resolutionen der Generalversammlung und des Sicherheitsrats als Teil der „besetzten palästinensischen Gebiete“ betrachten. Die Fatah-Regierung im Westjordanland, die international als alleiniger Vertreter des Staates Palästina anerkannt ist, bezeichnet den Gazastreifen als Teil des palästinensischen Staates und erkennt die Hamas-Regierung nicht an.

## Der Konflikt

### Israel-Gaza-Sperre
Die 1996 fertiggestellte Sperranlage zwischen Israel und Gaza hat dazu beigetragen, die Infiltration aus dem Gazastreifen nach Israel zu verringern. Seit Beginn der zweiten Intifada dürfen die Bewohner des Gazastreifens nicht mehr zu Arbeitszwecken nach Israel einreisen. Auch die Sondergenehmigungen für die Einreise nach Israel zu medizinischen Zwecken wurden stark eingeschränkt, was das Reisen für Palästinenser erschwert hat.
Daniel Schueftan hat in seinem 1999 erschienenen Buch „Disengagement: Israel and the Palestinian Entity“ (Rückzug: Israel und die palästinensische Entität) eine Reihe neuer und bestehender Argumente zusammengetragen, die Positionen stützen, die für eine Trennung von Juden und Palästinensern im Westjordanland und im Gazastreifen plädieren. Schueftan befürwortet die „harte Trennung“ ebenso wie Jitzchak Rabin und Ehud Barak.
Jitzchak Rabin war der Erste, der 1992 die Errichtung von Grenzanlagen als trennende Barriere zwischen den in der Mehrheit jüdischen Einwohnern des Staates Israel und den in den palästinensischen Autonomiegebieten lebenden Palästinensern vorschlug. 1994 wurde mit dem Bau einer ersten Grenzanlage begonnen – der Sperranlage um den Gazastreifen; es handelt sich dabei um einen mit Sensoren ausgestatteten Drahtzaun. Nach einem Angriff auf Bet Lid, das in der Nähe der Stadt Netanja liegt, präzisierte Rabin die Ziele des Vorhabens mit folgenden Worten:

„Dieser Weg muss zu einer Trennung führen, allerdings nicht nach den Grenzen von vor 1967. Wir wollen eine Trennung zwischen uns und ihnen erreichen. Wir wollen nicht, dass die Mehrheit der jüdischen Einwohner des Staates Israel, die zu 98 % innerhalb der Grenzen des souveränen Israels, einschließlich eines vereinigten Jerusalems, leben, dem Terrorismus ausgesetzt ist.“

### Zweite Intifada
Die zweite Intifada, auch bekannt als al-Aqsa-Intifada, begann im September 2000. Viele Palästinenser betrachten die Intifada als einen nationalen Befreiungskampf gegen die israelische Besatzung, die ihnen nach dem Krieg von 1967 auferlegt wurde, während viele Israelis sie als eine terroristische Kampagne betrachten.

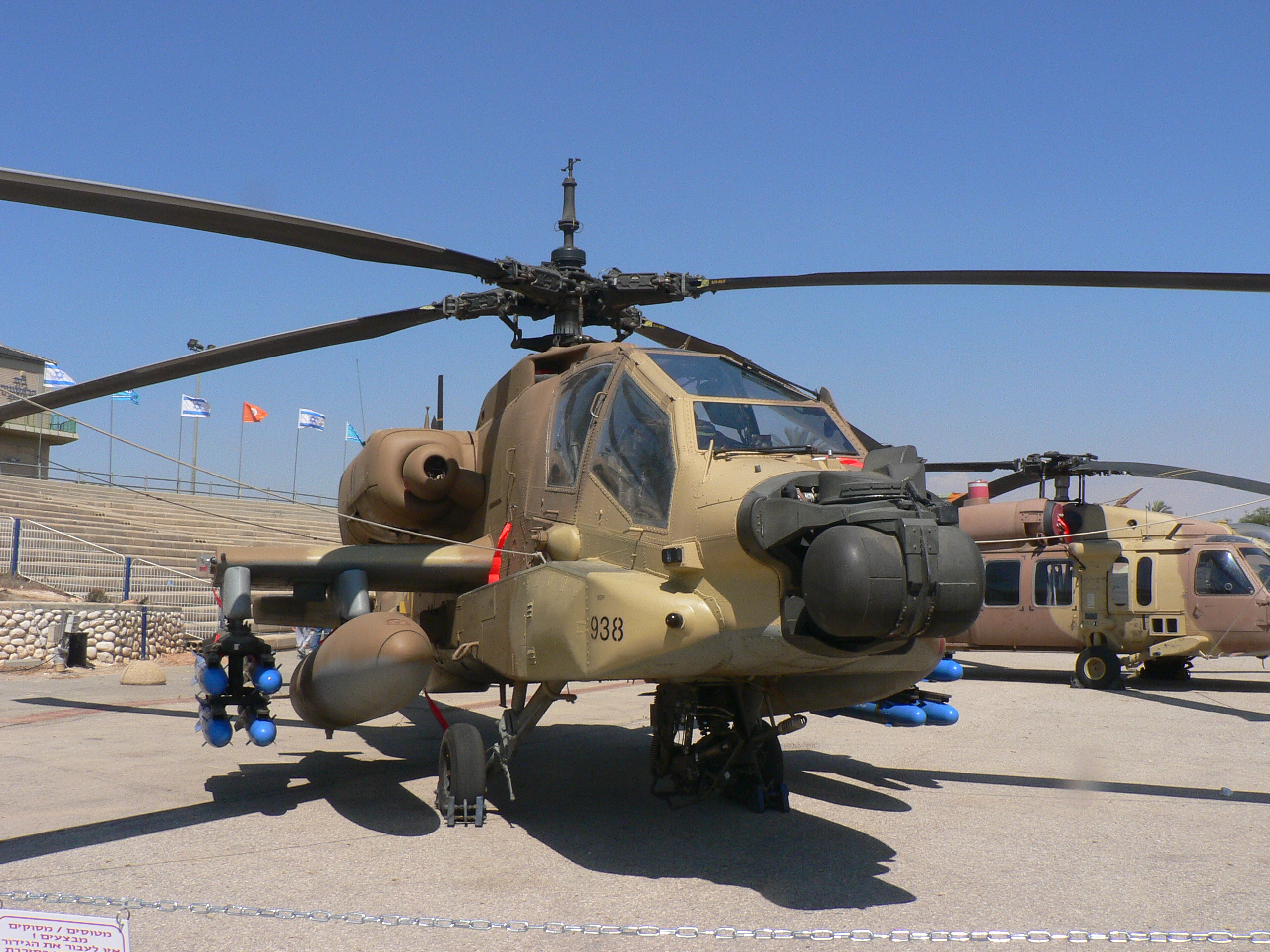
Die AH-64 Apache der israelischen Luftwaffe dienten als Plattform für den Abschuss von Lenkraketen auf palästinensische Ziele und wurden mehrfach bei der gezielten Tötungspolitik sowohl gegen Militante als auch gegen politische Führer eingesetzt.

Die palästinensischen Taktiken reichten von Massenprotesten und Generalstreiks wie in der ersten Intifada bis hin zu Selbstmordattentaten und dem Abschuss von Kassam-Raketen auf Wohngebiete im Osten und Süden Israels. Die israelischen Taktiken reichen von Massenverhaftungen und der Inhaftierung von Palästinensern in Verwaltungshaft über die Einrichtung von Kontrollpunkten und den Bau der israelischen Sperranlagen im Gazastreifen und im Westjordanland bis hin zu Attentaten auf militante Kämpfer und Führer palästinensischer Organisationen.
Seit den palästinensischen Parlamentswahlen 2006 verhandelt Israel mit Mahmud Abbas und der PLO, hat aber gleichzeitig Hamas-Aktivisten und Militante ins Visier genommen und bombardiert und die gewählten Hamas-Politiker des Legislativrats verhaftet.
Die Zahl der militärischen und zivilen Todesopfer während des gesamten Zeitraums (2000–2007) wird auf über 4.300 Palästinenser und über 1.000 Israelis geschätzt. Bis heute wurden auch 64 ausländische Bürger getötet (54 von Palästinensern und 10 von israelischen Sicherheitskräften).

### Israels einseitiger Rückzug
Israel setzte seinen Abkoppelungsplan im August/September 2005 um, zog seine zivile und militärische Präsenz aus dem Gazastreifen zurück und behielt die Kontrolle über den Luftraum des Gazastreifens, den Zugang zum Meer und die Grenzen zu Ägypten gemäß dem Abkommen von 2005 mit der Palästinensischen Behörde. Vor dem israelischen Rückzug wurden regelmäßig Kassam-Raketen abgefeuert, und die Häufigkeit der Kassam-Angriffe nahm nach dem Rückzug aus dem Gazastreifen zu. Militante Palästinenser haben eine Reihe von Militärstützpunkten und zivilen Städten in Südisrael angegriffen.
Seit 2001 haben militante Palästinenser vom Gazastreifen aus Tausende von Raketen- und Mörserangriffen auf Israel durchgeführt. Durch den Beschuss israelischer Ziele mit Kassam-Raketen sind dreizehn Israelis getötet und Hunderte verletzt worden. Darüber hinaus haben die Kassam-Raketenangriffe sowohl bei Kindern als auch bei Erwachsenen zu posttraumatischen Belastungsstörungen geführt. 33 % der in Sderot lebenden Kinder leiden darunter.

### Aufstieg der Hamas
Als die islamische Partei Hamas die palästinensischen Parlamentswahlen im Januar 2006 gewann und die Mehrheit der Sitze im Palästinensischen Legislativrat errang, verschärfte sich der Konflikt zwischen Israel und dem Gazastreifen. Israel riegelte seine Grenze zum Gazastreifen ab und verhinderte damit weitgehend den freien Personenverkehr und zahlreiche Ein- und Ausfuhren. Die Palästinenser feuerten Kassam-Raketen auf israelische Siedlungen in der Nähe der Grenze zum Gazastreifen und führten grenzüberschreitende Angriffe durch, bei denen israelische Soldaten getötet oder gefangen genommen wurden. Bei einem solchen Überfall am 25. Juni 2006 nahmen Palästinenser den israelischen Soldaten Gilad Schalit gefangen, was zu massiven Vergeltungsmaßnahmen der israelischen Armee führte, zu denen auch Luftangriffe auf Ziele der Hamas gehörten.
Im Juni 2007 brachen interne Kämpfe zwischen Hamas und Fatah aus, und die Hamas konsolidierte ihre Macht vollständig, indem sie einen bewaffneten Staatsstreich inszenierte und die Kontrolle über den Gaza-Streifen übernahm. Nach den internen Kämpfen zwischen dem 7. und 15. Juni 2007, die auch als Kampf um Gaza Juni 2007 bekannt sind und bei denen 118 Palästinenser getötet und über 550 verwundet wurden, wurde der gesamte Gazastreifen vollständig von einer Hamas-Regierung kontrolliert.
Als Reaktion auf die Machtübernahme durch die Hamas schränkte Israel den Personen- und Warenverkehr in und aus dem Gazastreifen stark ein. Etwa 70 % der Arbeitskräfte im Gazastreifen sind arbeitslos oder ohne Lohn, und etwa 80 % der Bewohner leben in Armut.
Seit der Machtübernahme durch die Hamas sind die bewaffneten palästinensischen Gruppen in Gaza und Israel weiterhin aneinandergeraten. Palästinensische bewaffnete Gruppen haben Raketen auf Israel abgefeuert und dabei israelische Zivilisten, darunter Kinder, getötet und andere verletzt sowie Schäden an der Infrastruktur verursacht. Laut Human Rights Watch verstoßen die vorsätzlichen palästinensischen Angriffe auf Zivilisten gegen das humanitäre Völkerrecht. Da die Hamas die Macht im Gazastreifen ausübt, ist sie dafür verantwortlich, rechtswidrige Angriffe zu unterbinden, auch wenn sie von anderen Gruppen ausgeführt werden.

### Israelische Militäroffensive 2008/2009
Als nach dem Ende des im Sommer 2008 vereinbarten sechsmonatigen Waffenstillstand zwischen Israel und Hamas wieder der Raketenbeschuss auf Israel begann, startete Israel am 27. Dezember 2008 die Operation Gegossenes Blei um die Hamas-Infrastruktur komplett zu vernichten. Mit der Resolution 1860 forderte der Sicherheitsrat der Vereinten Nationen die Kriegsparteien am 8. Januar 2009 zu einer sofortigen Waffenruhe auf. Jedoch erst am 18. Januar 2009 beendete Israel die Militäroperation. Die Opferzahlen: Auf der palästinensischen Seite über 1400 Opfer, auf israelischer Seite 13 tote Soldaten.

### 50 Tage Gaza-Krieg 2014
Nachdem am 12. Juni 2014 drei jüdische Religionsschüler entführt worden waren, die wenige Tage später ebenso wie die Leiche eines verschleppten 16-jährigen Arabers tot aufgefunden wurden, kam es im Gazastreifen zwischen Palästinensern und Israelis zu einem 50 Tage lang währenden Krieg. Die Staatsanwaltschaft ging von einem Rachemord palästinensischer Extremisten als Ursache für diese Eskalation im seit der Gründung Israeles 1948 andauernden Nahostkonflikt aus. Vier Wochen lang wurden vom Gazastreifen aus Raketen auf Israel abgefeuert; die Israelischen Verteidigungsstreitkräfte (IDF) antworteten mit Angriffen ihrer Luftwaffe. Besonders folgenreich war ein israelischer Luftangriff Ende Juli 2014, bei dem das einzige Kraftwerk im Gazastreifen zerstört wurde. Infolge von dessen Ausfall blieb ganz Gaza zeitweilig ohne Strom und Wasser. Am 17. Juli startete Israel eine Bodenoffensive im Gazastreifen. Ägypten vermittelte nach 50 Tagen Krieg eine dauerhafte Waffenruhe. Auf der palästinensischen Seite forderte dieser Krieg 2000 Opfer, auf der israelischen Seite 64 tote Soldaten und 3 tote Zivilisten.

## Folgekonflikte

### Konflikt im Mai 2021
Anfang Mai 2021 kam es im Jerusalemer Stadtviertel Scheich Dscharrah und auf dem Tempelberg zu massiven Zusammenstößen zwischen Palästinensern und israelischer Polizei. Da der Forderung der Hamas die Polizeikräfte abzuziehen nicht nachgekommen wurde, starteten sie am 10. Mai heftigen Raketenbeschuss auf Israel. Daraufhin zerstörte Israels Luftwaffe am 11. Mai ein 13-stöckige Hochhaus in Gaza-Stadt und am 12. Mai alle Polizeigebäude im Gazastreifen. Am 21. Mai wurde eine Waffenruhe vereinbart.
Die Opferzahlen: Auf der palästinensischen Seite über 230 Opfer, auf israelischer Seite 12 Tote.

### Hamas-Israel-Krieg seit 2023
Der Krieg in Israel und Gaza 2023 wurde am 7. Oktober 2023 durch den Terrorangriff der Hamas auf Israel ausgelöst, bei dem radikale Palästinenser unter Führung der islamistisch-terroristischen Hamas vom Gazastreifen aus Israel überfielen und nach israelischen Angaben mindestens 1.400 Zivilisten und Soldaten ermordeten – der größte Massenmord an Juden seit Ende des Zweiten Weltkrieges. Als Reaktion auf den Angriff erklärte der israelische Ministerpräsident Benjamin Netanjahu zum ersten Mal seit dem Jom-Kippur-Krieg im Jahr 1973 einen Kriegszustand. und berief etwa 300.000 Reservisten ein. In den darauffolgenden Tagen wurden die Hamas-Terroristen in den Gazastreifen zurückgedrängt.
Gleichzeitig begann Israel im Rahmen des Antiterroreinsatzes Operation Eiserne Schwerter mit Luftangriffen auf den dicht besiedelten Gazastreifen, wodurch nach Angaben der Hamas bisher über 8.000 Palästinenser getötet wurden, und einer erneuten und verschärften Blockade der israelischen Grenze zum Gazastreifen, bei der Israel die Wasser- und Elektrizitätsversorgung einstellte und ein Einfuhrverbot für alle Waren aus Israel nach Gaza, einschließlich Lebensmittel, verhängte.
Israel bereitet zudem eine Bodenoffensive vor und forderte die Zivilbevölkerung im Norden des Gazastreifens auf, diesen zu verlassen. Fast die Hälfte der Bevölkerung des Gazastreifens wurden seit Beginn der israelischen Luftangriffe zu Binnenvertriebenen. Sowohl die Hamas als auch Israel werden von Menschenrechtsorganisationen und den Sonderberichterstattern der Vereinten Nationen beschuldigt, Kriegsverbrechen begangen zu haben.